# معركة بيريستيتشكو
```
مَعركة بيريستيتشكو
 
(
بالبولندية
: Bitwa pod Beresteczkiem؛ 
بالأوكرانية
: Битва під Берестечком)
 دَارَتْ رَحَاها في الفترة بين 28 إلى 30 يونيو 1651 في مُقاطعة 
فولينيا
، على السَهل الجبلي جنوب 
نهر ستير
.
[
6
]
 بين 
قوزاق
 أوكرانيا، بقيادة «
بوهدان خملنيتسكي
» بمُساعدة حُلفائهم من 
تتار القرم
، وبين 
تاج بولندا
 بقيادة الملك «
يان الثاني
». كانت المعركة أثناء 
تمرد القوزاق
 في أوكرانيا الذي حدثَ في الأعوام 1648–1657 بعد انتهاء هُدنة استمرت عامين.
[
7
]
 تُعتبر من بين أكبر المعارك الأوروبية في 
القرن السابع عشر
.
[
8
]
[
9
]
```

## مُقدمة
بعد معركة زبوريف وما تبعها من إبرام هُدنة التسوية التي استمرت عامين، لم يشعر الطرفان بالرضا عن شروط الاتفاقية، ولم يتم حل النزاع الديني بين الكنيسة الأرثوذكسية والكاثوليكية في بولندا، وبدأ مؤيدو الحرب على كلا الطرفين بالحصول على أصوات الأغلبية، بعدها تَوجه النبيل البولندي «مارسين كالينوفسكي»، بعد أن عاد مؤخرًا من الأسر، إلى أوكرانيا مع حشد مُسلح قوامه حوالي 12,000 جُندي. فشعر كلا الجانبين بحتمية اندلاع حرب جديدة وبدأت الاستعدادات.

## المعركة

### اليوم الأول
2000 خَيال بولندي صدوا هجومًا لتتار القرم، الذين عانوا من خسائر فادحة. خلال اليوم الأول من المناوشات التي شنتها كتائب طليعة التتار والقوزاق، انتصر البولنديون.

### اليوم الثاني
قام البولنديون، مع معنويات مُرتفعة بعد نجاحهُم في اليوم الأول، بنشر كامل لسلاح الخيالة المتاح لهم ضد جيش التتار الرئيسي وأفواج طليعة القوزاق. بقي المشاة والمدفعية البولندية في المعسكر ولم يدعموا سلاح الخيالة. هذه المرة، نال خيالة التتار اليد العُليا، ودفع البولنديين إلى مُعسكرهم، ولكن تم صدهم بالكاد بنيران كثيفة من المُشاة والمدفعية البولندية. خسر البولنديون 300 شلختا، بما في ذلك العديد من الضباط. خلال اليوم الثاني من المعركة، انتصر القوقاز، ولكن عانوا من خسائر مؤلمة بعد مَقتل «توغاي باي».

### اليوم الثالث
أصر الملك في مجلسه الليلي على دفع العدو ألى معركة حاسمة في اليوم التالي المصادف يوم الجمعة 30 يونيو. ظهر الجيش البولندي من ضباب الصباح بكامل قوته لكن التتار فقط شاركوا في مناوشات قوبلت بالمدفعية البولندية. تألفت دفاعات القوزاق من معسكرين محصنين، معسكر أكبر لنُخبة القوزاق وأخر اصغر لميليشيا القرويين، وكلاهما محمي بعشرة صفوف من العربات. الساعة 3 مساء. قاد الدوق «جيريمي فيشنيوفيتسكي» هجومًا ناجحًا لـ 18 فرقة من سلاح الخيالة ضد الجناح الأيمن لجيش القوزاق والتتار، نجح الهجوم وحطم صفوف مشاة القوزاق وحصن العربات. ومع ذلك، أعاد القوزاق تجميع صفوفهم، وتم دفعوا سلاح الخيالة البولندي إلى خارج المعسكر وتقدموا أكثر بمُساعدة التتار. بدأ الجناح الأيسر للجيش البولندي في التراجع عندما عززه الملك بجميع من المُرتزقة الألمان تحت قيادة العقيد «هووالدت» الذي صد الهجوم وطرد التتار من الميدان. أثناء القتال، لاحظ نبيل بولندي يدعى أوتوينوفسكي بَيرغ الخان، وطلب بتوجيه المدفعية البولندية لإطلاق النار عليه، ما أدى لأصابت «عمورات» شقيق الخان بجروح قاتلة. مع تحول المعركة ضدهم، أصيبت قوات التتار بالذعر، تخلت عن مُعسكر الخان وفروا من ساحة المعركة تاركين وراءهم معظم أسلحتَهُم ومُعداتَهُم. طارد «خميلينتسكي» مع عدد قليل من القوزاق جَمع الهاربين في محاولة لإعادتهُم بالقوة، مِما ادى إلى سقُطه في الأسر. بعدها هطلت أمطار غزيرة أدت إلى تعقيد عمل الخيالة. مع خروج خيالة التتار من ساحة المعركة، قام القوزاق بنقل عرباتهم في الليل إلى موقع دفاعي أفضل بالقرب من النهر، وحفروا الخنادق وشيدوا الجدران لمفاجأة بولندا في الصباح.

### حصار معسكر القوزاق
تبادل الجيش البولندي ومعسكر القوزاق نيران المدفعية لمدة عشرة أيام بينما بنى الجانبان التحصينات. حاول البولنديون محاصرة المُعسكر. كان القوزاق بلا زعيم بدون «خميلينتسكي»، وكانوا بقيادة «فيلون دزالالي»، الذي حل محله «إيفان بوهون» في 9 يوليو. كانت معنويات القوزاق تتناقص وبدأ بعضُهم بالفرار إلى جانب النهر الآخر، على الرغم من أنهم حافظوا على معدل عالٍ من نيران المدفعية وقاموا بطلعات بين الحين والآخر. عندما تم رفض الشروط المعروضة للاستسلام، استعد البولنديون لسد نهر بلياشيفكا لإغراق معسكر القوزاق. تحرك القائد البولندي «ستانيسلاف لانكورنسكي» بقوة من سلاح الخيالة قوامها 2000 فرد عبر النهر في 9 يوليو لإكمال تطويق القوزاق. عندما اكتشفوا التقدم البولندي، دعا «بوهون» إلى مجلس مع قادة آخرين من القوزاق المُسجلين لاتخاذ المزيد من الإجراءات. ومع ذلك، لم تتم دعوة أي من ميليشيات القرويين إلى المجلس. بنى القوزاق ثلاثة جسور وقاد «بوهون» 2000 من سلاح الخيالة مع مدفعين إلى الجانب الآخر من النهر بحلول صباح يوم 10 يوليو لمهاجمة «لانكورنسكي». اعتقد القرويين غير المطلعين أنهم قد هُجروا، وبدأوا في الذعر والفرار عبر النهر. لم يتوقع «لانكورنسكي» هذه حركة المُفاجئة من العدو وقام بالتراجع. عاد «بوهون» إلى المخيم وحاول استعادة النظام، لكن دون جدوى. لاحظت القوة البولندية الرئيسية الاضطراب، لكنها لم تشن الهجومًا على الفور خوفًا من أن يكون الأمر فخًا. هاجم البولنديون في نهاية المطاف، وخرقوا الدفاعات وشقوا طريقهم إلى معبر النهر. تمكنت بعض أفواج القوزاق من التراجع بالترتيب. غرق بعض القوزاق، لكن الحفريات الأثرية في موقع معبر النهر كشفت عن حوالي مائة بقايا بشرية من القوزاق تظهر جميعها أضرارًا ناتجة عن أسلحة والتي تُشير بدورها إلى قتال عنيف. قام الحرس الخلفي المكون من 200 إلى 300 قوزاق بحماية معبر النهر؛ كلهم قتلوا في معركة رافضين الاستسلام. تم الاستيلاء على خيمة «خميلينتسكي» سليمة، مع جميع متعلقاته، والتي تضمنت عَلمين، واحد تلقاه من «يان الثاني» عام 1649 والأخرى من «فلاديسلاف الرابع» في عام 1646. على الرغم من صعوبة تقدير عدد القوزاق والقرويين الذين قتلوا في الانسحاب، ذكر «بياسيكي» و«برزوستوفسكي»، اللذان شاركا في المعركة، مقتل 3000 قتيل. ذكر سفير القيصر «بودياشى بوغدانوف» في تقريره إلى موسكو مقتل 4000. معظم قطع مدفعية القوزاق إما فقدت للبولنديين أو غرقت في الأهوار. تم جمع العديد من الغنائم في معسكر القوزاق بما في ذلك خزينة الجيش التي تضم 30000 تالر.

## ما بعد الواقعة

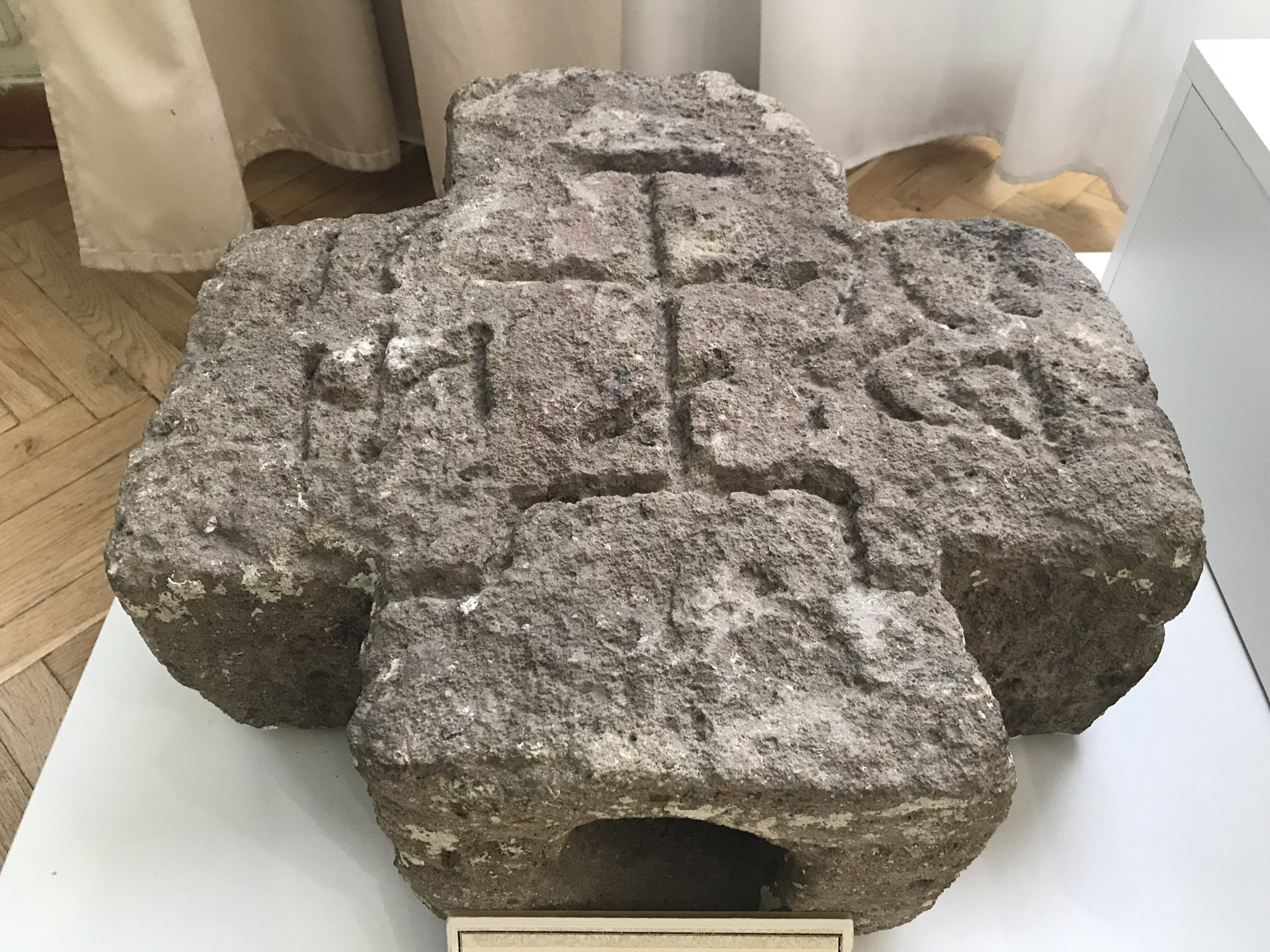
شاهد قبر من ميدان معركة بيريستيتشكو 1651، المُتحف الوطني لتاريخ أوكرانيا، كييف.

بعد المَعركة، ترك الملك «يان الثاني» الجيش كله إلى بوتوكي في 17 يوليو وعاد إلى وارسو للاحتفال بانتصاره على القوزاق. بعد تقديم وعود ذات طبيعة مالية، سرعان ما أطلق التتار «بوهدان خميلينتسكي». ثم كان قادرًا على إعادة تجميع صفوف القوزاق، وتجهيز جيش كبير لمواجهة البولنديين في معركة بيلا تسيركفا (1651). بولندا وغالبية المتمردين عقدوا السلام في «معاهدة بيلا تسيركفا» في 28 سبتمبر 1651، والتي خفضت عدد القوزاق المُسجلين من 40.000 إلى 20.000 وحرمتهُم من الحق في الاستقرار أو السيطرة على مُقاطعات مختلفة من أوكرانيا. استمرت الثورة الأوكرانية، بعيدًا عن نهايتها، لعدة سنوات أخرى تحت حكم «خميلينتسكي».